# ESP8266
ESP8266 是一款由上海乐鑫信息科技开发的可以作为微控制器使用的成本极低且具有完整TCP/IP协议栈的Wi-Fi IoT控制芯片。
由Ai-Thinker生产的ESP-01芯片于2014年8月首次引起了西方的创客们的注意，这个小模块允许微控制器通过海斯命令集使用TCP / IP协议栈连接到Wi-Fi网络。然而，在最初的芯片上几乎没有使用英文的文档及可接受的命令。 由于模块上外部组件非常少的原因，导致了其价格十分便宜，并吸引了许多创客来研究和使用该模块、开发配套该芯片使用的软件以及对其使用中文的使用指南进行多语言翻译。
衍生产品还有ESP8285, ESP8684等
ESP8285即是内置了1MB闪存的ESP8266，其允许单芯片设备能够直接连接到Wi-Fi进行使用。 
其后续产品是2016年所发布的ESP32。

## 特征

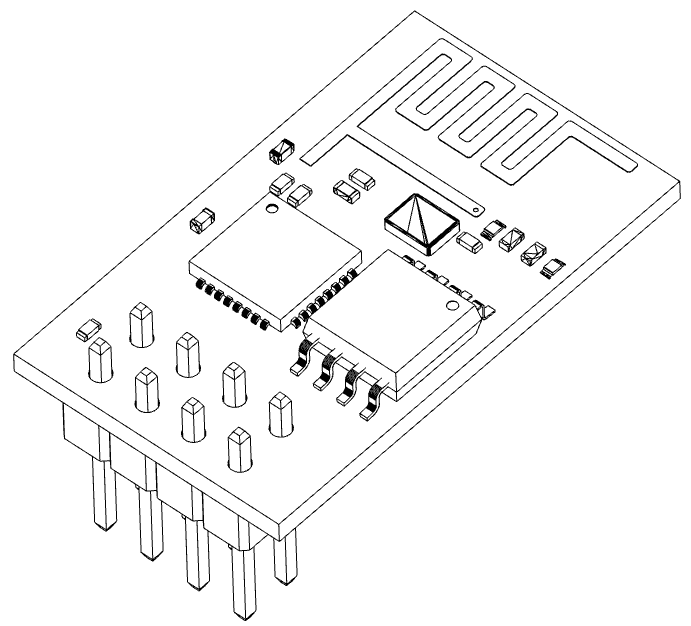
ESP-01模块线框

- 处理器：基于 Tensilica Xtensa Diamond Standard 106 Micro 的L106 32位RISC微处理器内核，运行时钟时钟为80MHz [5]
- 记忆体： 
  - 32 KiB 指令 RAM
  - 32 KiB 指令缓存 RAM
  - 80 KiB 用户数据 RAM
  - 16 KiB ETS 系统数据 RAM
- 外部 QSPI 闪存：支持最高16 MiB（通常包括512 KiB至4 MiB）
- IEEE 802.11 b / g / n Wi-Fi
  - 集成TR开关 ， 巴伦 ， LNA ， 功率放大器和匹配网络
  - WEP 或 WPA / WPA2 身份验证或开放网络
- 16个 GPIO 引脚
- SPI
- I²C （软件实现） [6]
- I²S与DMA接口（与GPIO共用引脚）
- UART专用引脚上，再加上仅发送UART可在GPIO2启用
- 10位ADC （ 逐次逼近型ADC ）

## ESP-01的引腳輸出
常見的ESP-01模塊引腳輸出如下：
1. GND，接地 (0 V)
2. GPIO 2，通用輸入/輸出2號
3. GPIO 0，通用輸入/輸出0號
4. RX(GPIO 3)，串列資料接收
5. VCC，電壓（3.3 V ~ 3.6 V）
6. RST，復位
7. CH_PD，斷電引腳(Chip power-down)
8. TX(GPIO 1)，串列資料傳送

## 开发工具包
2014 年 9 月，乐鑫发布了用于直接对芯片进行开发的软件开发工具包 （SDK），无需单独的MCU。 从那时起，乐鑫发布了许多官方 SDK。乐鑫发布了两个版本的 SDK，一个基于 FreeRTOS，另一个基于回调函数（NON OS，又称AT固件，现已停止支持，并改名为IDF-AT)。

## 引用资料
1. ↑  . Espressif Systems.   [2017-10-02]. （原始内容存档于2019-01-18）.
2. ↑  Brian Benchoff. . Hackaday. August 26, 2014  [2015-06-24]. （原始内容存档于2015-06-24）.
3. ↑  Brian Benchoff. . Hackaday. September 6, 2014  [2015-06-24]. （原始内容存档于2015-06-24）.
4. ↑  . Espressif Systems. Mar 9, 2016  [2016-07-10]. （原始内容存档于2016-07-25）.
5. ↑  Both the CPU and flash clock speeds can be doubled by overclocking on some devices. CPU can be run at 160 MHz, and flash can be sped up from 40 MHz to 80 MHz.[來源請求] Success varies chip to chip.[來源請求]
6. ↑  . Espressif Systems. 2014-10-27  [2017-10-02]. （原始内容存档于2017-10-02）.